# Guido Altarelli
Guido Altarelli   (Roma, 12 de juliol de 1941 - Ginebra, 30 de setembre de 2015) va ser un físic teòric italià.

## Biografia
Altarelli es va llicenciar en ciències físiques a la Universitat de Roma La Sapienza el 1963 i es va doctorar a la Universitat de Florència (1965–68). Va treballar a la Universitat de Nova York (1968–69), la Universitat Rockefeller (Nova York, 1969–70), a l'École Normale Superieure de Paris (1976–77, 81) i a la Universitat de Boston (1985–86). Durant el període 1970-92 va ser professor a La Sapienza de Roma (d'on va ser catedràtic d'ençà el 1980). Fou director de la Secció de Roma de l'Institut Nacional de Física Nuclear INFN (1985–87). El 1992 es va traslladar a la Universitat de Roma III recent creada.
Del 1987 al 2006 va ser físic sènior a la Divisió de Teoria del CERN, on fou director de la divisió els anys 2000-2004. Al CERN va tenir una funció capdavantera en la interpretació dels resultats del col·lisionador SppS, en la preparació dels col·lisionadors LEP i LHC i en l'anàlisi teòrica dels resultats experimentals.
La seva contribució més famosa, obtinguda amb Giorgio Parisi el 1977, és la derivació de les equacions d'evolució de la teoria de la interacció forta QCD per a les densitats de partons, conegudes com a equacions Altarelli- Parisi o de DGLAP.

## Premis
- Membre de l'Acadèmia polonesa de Ciències[6]
- Premi Julius Wess 2011 per Consecucions Excepcionals en Física de Partícules Elementals i Astropartícules - Institut de Tecnologia de Karlsruhe.[7]
- Premi J. J. Sakurai 2012 en Física Teòrica de Partícules - Societat Americana de Física.[7]
- Premi de la Societat de Física Europea 2015 en Física de Partícules i d'altes Energies (HEP-EPS).